# بير برايانت
بول ويليام «بير» برايانت (Paul William "Bear" Bryant) (ولِدَ في 11 من سبتمبر 1913م – - تُوفِيَ في 26 من يناير 1983م) هو لاعب ومدرب أمريكي مشهور في كرة القدم الأمريكية للجامعات. اشتهر برايانت بأنه كان المدرب الأساسي فريق كرة القدم في جامعة ألاباما لفترة طويلة. وخلال مشواره كمدرب أساسي لفريق ألاباما، والذي استمر لمدة 25 عامًا، استطاع برايانت أن يحقق نجاحات ملحوظة في ستة بطولات وطنية وثلاث عشر بطولة مؤتمر. وبعد اعتزاله عام 1982م، استطاع برايانت أن يحقق إنجازًا جديدًا بتحطيمه قائمة مدربي كرة القدم الأمريكية للجامعات أصحاب 200 مرة فوز، وذلك لتحقيقه 323 مرة فوز خلال مشواره المهني. وتقديرًا له، تم إطلاق اسمه على كل من متحف بول دبليو برايانت (Paul W. Bryant Museum)، وقاعة بول دبليو برايانت (Paul W. Bryant Hall)، وطريق بول دبليو برايانت (Paul W. Bryant Drive)، وإستاد برايانت-ديني (Bryant–Denny Stadium) في جامعة ألاباما. اشتهر برايانت بقبعته الهوندستوث (houndstooth) أو الجنجهام (gingham) ذات اللون الأبيض مع الأسود، وصوته العميق. ودائمًا ما كان يظهر برايانت في التدريبات التي تسبق المباراة منحنيًا أمام المرمى، أو واقفًا عند خط التماس وبيده خطة اللعب.
وقبل انضمامه إلى ألاباما، كان برايانت المدرب الرئيس في جامعة ماريلاند (Maryland Terrapins football)، وجامعة كنتاكي، وجامعة تكساس أي اند إم.

## وصلات خارجية
- Paul W. Bryant Museum
- Paul "Bear" Bryant article, Encyclopedia of Alabama
- Summary of Bryant's record from RollTide.com